# Habia atrimaxillaris
Habia atrimaxillaris е вид птица от семейство Тангарови (Thraupidae). Видът е застрашен от изчезване.

## Разпространение
Видът е разпространен в Коста Рика.